# Zargar Bāgh
Zargar Bāgh (persiska: زرگر باغ) är en ort i Iran.   Den ligger i provinsen Mazandaran, i den norra delen av landet, 180 km nordost om huvudstaden Teheran. Zargar Bāgh ligger 14 meter över havet och antalet invånare är 257.
Terrängen runt Zargar Bāgh är platt. Runt Zargar Bāgh är det ganska tätbefolkat, med 111 invånare per kvadratkilometer. Närmaste större samhälle är Sari, 3,8 km söder om Zargar Bāgh. Runt Zargar Bāgh är det i huvudsak tätbebyggt.